# Chrast
Chrast ist eine Stadt im Okres Chrudim in der Region Pardubický kraj in Tschechien. Sie liegt im Gebiet der Českomoravská vrchovina.

## Geschichte
Chrast wurde in der zweiten Hälfte des 13. Jahrhunderts durch das Benediktiner-Kloster in Podlažice gegründet. Nach der Zerstörung des Klosters durch die Hussiten wurde es von diesen eingenommen. Bis 1427 gehörte es dem Hussitenhauptmann Jakub von Kroměšín, danach dem Jiřík von Březovic, von dem es an die Krone Böhmen gelangte, die die Verwaltung dem ostböhmischen Adligen Wilhelm Kostka von Postupitz übertrug. Nach dessen Tod 1436 verpfändete König Sigismund die Herrschaft Chrast dem Jan Pardus von Vratkov (Jan Pardus z Vratkova), der sie an Zdeňek Kostka von Postupitz übergab, bei dessen Nachkommen es bis 1539 verblieb. Ihnen folgten die Slavata von Chlum und Koschumberg. Unter Albrecht Slavata von Koschumberg wurde in der zweiten Hälfte des 16. Jahrhunderts eine Burg im Stil der Renaissance errichtet. Anfang des 17. Jahrhunderts gelangte Chrast an die Berka von Dubá, von denen es an die Schwanberger überging. 1664 wurde es vom Prager Erzbischof Ernst Adalbert von Harrach erworben, der es dem neu gegründeten Bistum Königgrätz zu dessen finanzieller Ausstattung übertrug.
Nach der Aufhebung der Patrimonialherrschaften bildete Chrast ab 1850 eine selbständige Gemeinde. 1853 wurde es zur Stadt erhoben. 1868 erhielt Chrast einen Eisenbahn-Anschluss an der Bahnstrecke Havlíčkův Brod–Pardubice, wodurch ein wirtschaftlicher Aufschwung folgte. Zudem mündete hier die Bahnstrecke Hrochův Týnec–Chrast u Chrudimi.

## Wappen
| Wappen von Chrast | Blasonierung: „In Silber zwei schwarze, rotbewehrte und -bezungte, mit Haupt und Brust einander zugewandte Adler.“ |
| Wappen von Chrast | |

## Sehenswürdigkeiten

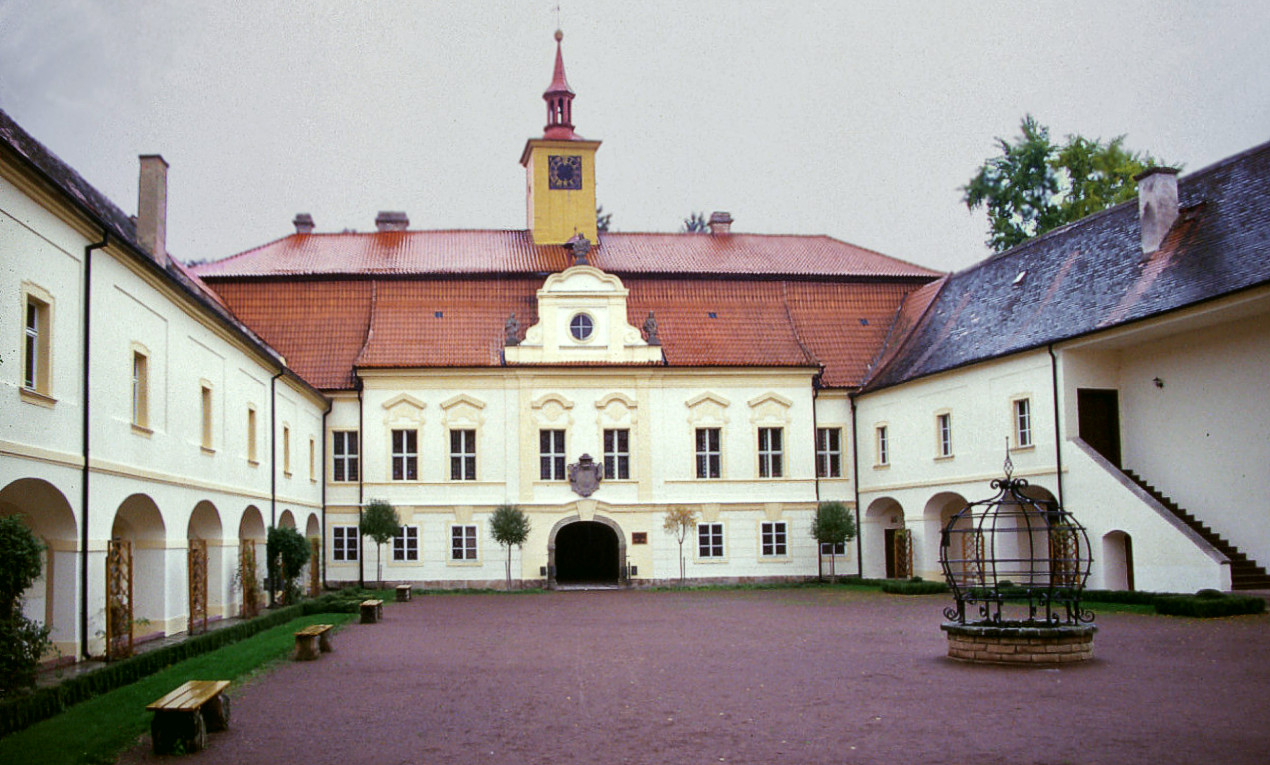
Schloss Chrast

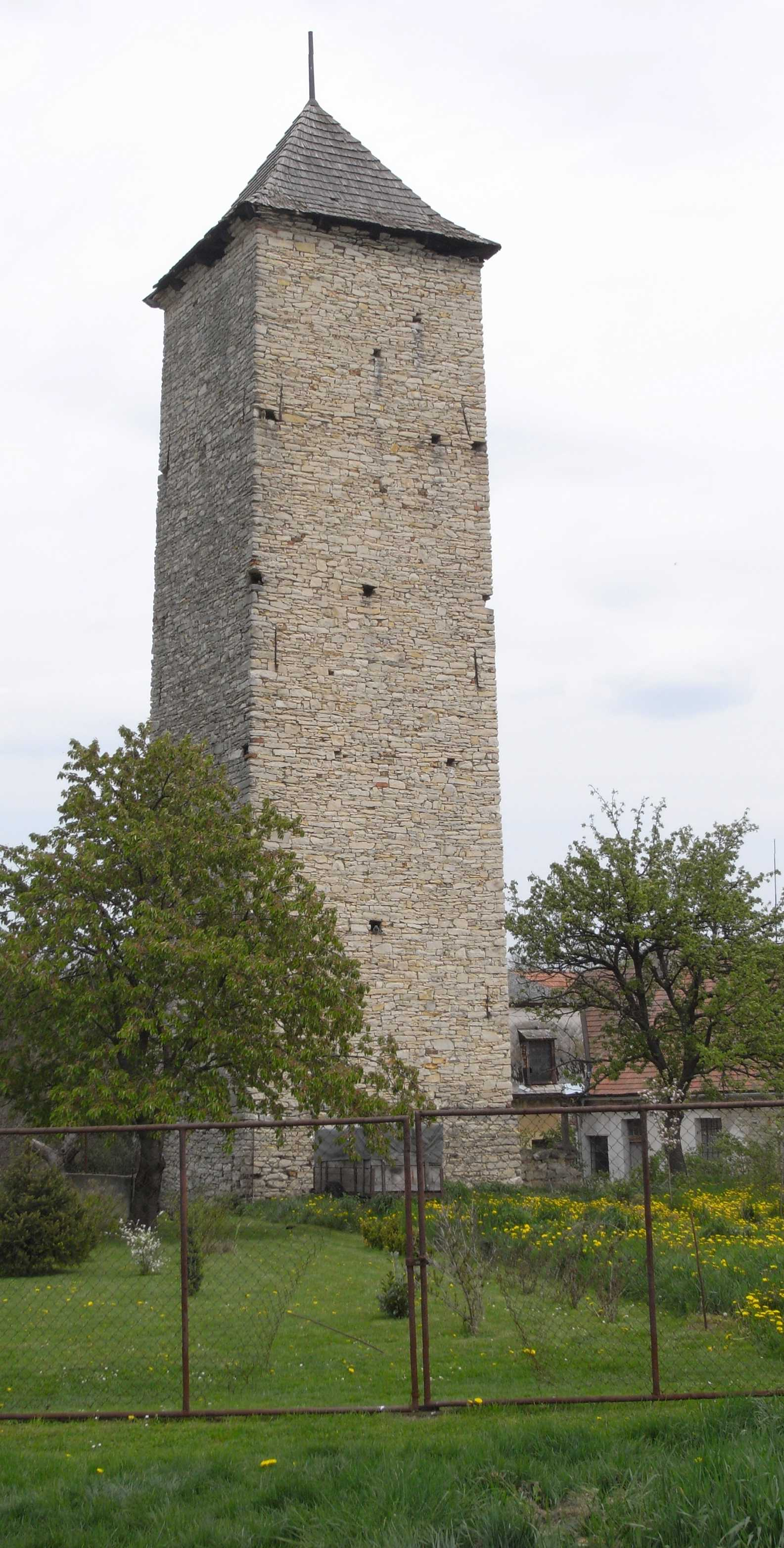
Wasserturm von 1662 im Ortsteil Chrašice (Mauerwerk aus Pläner)

- Das Schloss Chrast wurde in der zweiten Hälfte des 16. Jahrhunderts durch Albrecht Slavata von Koschumberg als Renaissance-Burg errichtet. Sie wurde in der ersten Hälfte des 18. Jahrhunderts durch die Bischöfe von Königgrätz zu einem vierflügeligen Schloss im Barockstil umgebaut und erweitert und diente den Bischöfen als Sommerresidenz. 1950 wurde das Schloss durch die kommunistische Regierung der Tschechoslowakei enteignet und in Staatsbesitz überführt.[2] 1958 wurde es unter Denkmalschutz gestellt.[3]
- Die Kapelle des Landesheiligen Johannes von Nepomuk im Schlosspark wurde 1728 errichtet.
- Die Kirche der Hl. Dreifaltigkeit wurde 1612–1618 errichtet. Das Hauptaltargemälde der Heiligen Familie sowie das Tafelgemälde des Johannes des Täufers schuf 1695 Michael Willmann.
- Friedhofskirche des Hl. Martin von 1350
- Wasserturm von 1662 im Ortsteil Chrašice
- Kirche der Hl. Margarete von 1696 mit ehemaliger Klosterbrauerei in Podlažice
- Kirche des Hl. Johannes des Täufers von 1696 in Podskála

## Ortsteile
Zu Chrast gehören die Ortsteile
- Chacholice (Chacholitz)
- Podlažice (Podlaschitz) und
- Skála (Skala)

Im Nordosten von Chrast befindet sich die Siedlung Chrašice.

## Persönlichkeiten

### Söhne und Töchter der Stadt
- Hanuš Fantl (1917–1942), tschechischer Dichter und Opfer des Nationalsozialismus
- Ludwig August Frankl von Hochwart (1810–1894), österreichischer Schriftsteller und Dichter
- Jindřich Heisler (1914–1953), tschechischer Autor und Maler
- Antonín Machek (1775–1844), tschechischer Maler

### Sonstige Persönlichkeiten
- Mořic Pícha (1869–1956), Bischof von Königgrätz, begraben in Chrašice